# Tom Clancy’s Jack Ryan
Tom Clancy’s Jack Ryan, auch Jack Ryan genannt, ist eine US-amerikanische Actionserie von Carlton Cuse und Graham Roland, die 2018 begonnen hat und beim Video-on-Demand-Anbieter Prime Video erschien. Sie ist in dem von Tom Clancy entworfenen Jack-Ryan-Universum angesiedelt und besteht aus vier Staffeln. Die Titelrolle spielt John Krasinski.

## Handlung

### Staffel 1
Ryan und Greer sind in Europa und im Nahen Osten auf der Jagd nach dem mutmaßlichen syrischen Terroristen Mousa Bin Suleiman. Dieser verübt alsbald in Paris, wo er einst aufgewachsen und beruflich und sozial diskriminiert worden ist, einen Giftgasanschlag auf eine vollbesetzte Kirche, wodurch Hunderte Menschen sterben. Ryan und Greer helfen Suleimans Ehefrau dabei, mit ihren Kindern vor ihrem Ehemann in die USA zu fliehen, und erhalten im Gegenzug ihre Hilfe bei der Lokalisierung von Suleiman. Dieser sorgt insgeheim dafür, dass der US-Präsident über ein von Suleiman freigelassenes Team von Ärzte ohne Grenzen unter Verdacht gerät, mit Ebolaviren infiziert worden zu sein. In dem Krankenhaus in Washington, D.C., wo der Präsident deshalb in Quarantäne kommt, möchte Suleiman radioaktives Material freisetzen. Durch den Einsatz von Ryan und den Secret Service misslingt ihm der Plan allerdings, ehe er von Ryan erschossen wird.

### Staffel 2
Ryan und Greer gehen in Venezuela, wo gerade Präsidentschaftswahlkampf stattfindet, der Spur einer verdächtigen Schiffsfracht nach, die möglicherweise für Terroranschläge benutzt werden kann. Auf Ryan und seinen diesbezüglich schon länger ermittelnden, langjährigen Freund, den US-Senator Moreno, wird in Caracas ein Attentat verübt, bei dem Moreno stirbt. Für Ryan und Greer liegt der Verdacht nahe, dass der amtierende venezolanische Präsident Nicolas Reyes für beide Angelegenheiten verantwortlich ist. Im Laufe der Handlung wird deutlich, dass eine Londoner Firma nicht nur Ausrüstung und Personal für den Abbau von Tantal nach Venezuela geschickt hat und dabei für eine von Reyes mit geführte, venezolanische Scheinfirma arbeitet, sondern auch an der Vermittlung des Attentäters mitgewirkt hat. Greer entdeckt eine Verbindung zwischen dem Tantal-Abbau und dem Verschwinden des Ehemannes von Gloria Bonalde, der aussichtsreichsten Oppositionskandidatin und Kontrahentin von Reyes. Während Reyes in Caracas seine Wahlsiegchancen durch antiamerikanische Pressemeldungen und die Einschüchterung der Opposition zu erhöhen versucht, befreit Ryan mit einigen Helfern im Dschungel einen Teil der in Reyes’ Auftrag dort inhaftierten, oppositionellen Intellektuellen. Mit den medial veröffentlichten Fotos des anderen, von Reyes’ Gefolgsleuten getöteten Teils der Häftlinge beeinflusst Ryan den Wahlausgang so, dass Bonalde gewinnt. Bei der gewaltsamen Befreiung von Greer aus dem venezolanischen Präsidentenpalast durch Ryan und sein Team sterben etliche Sicherheitskräfte. Schließlich ermittelt Ryan, dass ein anderer US-Senator aus geostrategischem Interesse bei der Führung der Scheinfirma kooperiert hat.

### Staffel 3
Die russische Gruppe Sokol („Falke“) um Alexei Petrov möchte Europa destabilisieren und eine neue Sowjetunion errichten. Dazu lassen sie den amtierenden russischen Verteidigungsminister bei einem Besuch in Tschechien ermorden, so dass sie einerseits die Schuld auf die Tschechen schieben und andererseits Petrov als neuen russischen Verteidigungsminister etablieren können.

### Staffel 4
Jack Ryan ist jetzt stellvertretender CIA-Direktor und deckt in seiner neuen Position interne Korruption auf. Er stößt dabei auf eine Verschwörung, die bis in die höchsten Ebenen der CIA und der US-Regierung reicht.

## Entstehung
Die von Tom Clancy entworfene Figur Jack Ryan hat eine lange Geschichte in Film und Fernsehen. Die Figur wurde zuvor schon von Alec Baldwin, Ben Affleck, Chris Pine und Harrison Ford gespielt. Im Film Jagd auf Roter Oktober aus dem Jahr 1990 hatte Baldwin erstmals diese Rolle übernommen, Ford verkörperte die Figur in Die Stunde der Patrioten und Das Kartell. Affleck spielte Ryan in Der Anschlag. Später übernahm Pine die Rolle in dem nicht auf einem Roman basierenden Film Jack Ryan: Shadow Recruit.
Die Idee zur Serie stammt von Carlton Cuse und Graham Roland. Cuse sagte nach der Weltpremiere beim Fernsehfestival in Monaco, „erst wollten wir ein Buch von Clancy verarbeiten, dann aber fanden wir es deutlich herausfordender, interessanter, die Serie mit aktuellen Ereignissen, mit dem Terrorismus im Mittleren Osten zu verbinden“. Roland ergänzte, „unsere Jack-Ryan-Produktion ist mehr ein Feature-Film, sehr real, von hoher Authentizität“.
Robert F. Phillips ist der Produzent der Serie. Der norwegische Regisseur Morten Tyldum inszenierte die Pilotfolge. Die Musik zur Serie wurde von Ramin Djawadi komponiert. Der Soundtrack, der 22 Musikstücke umfasst (25 in der Bonus-Version) wurde am 31. August 2018 von La-La Land Records als Download veröffentlicht.

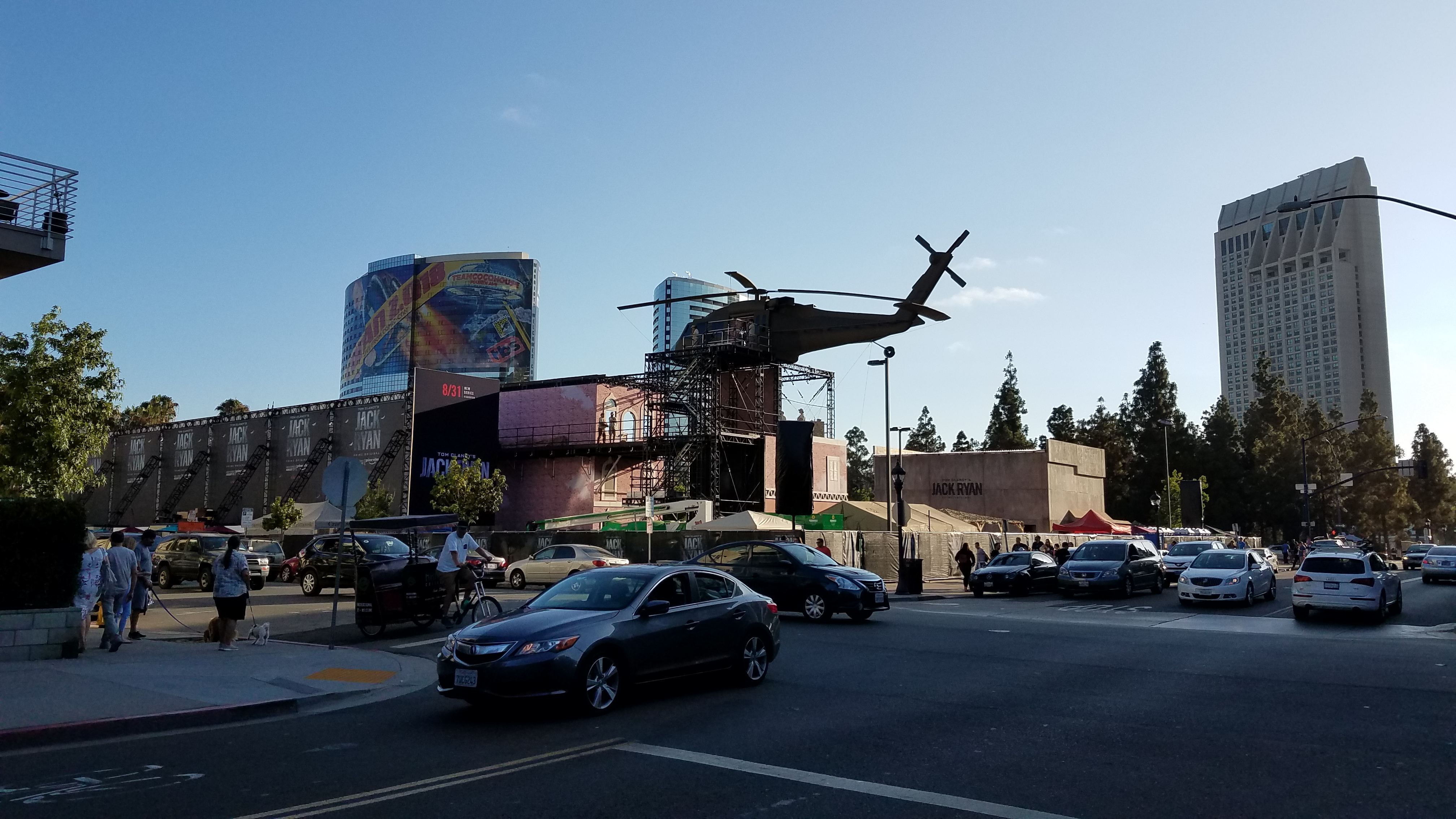
Ausstattungsnachbauten auf der San Diego Comic-Con 2018

Die Dreharbeiten fanden in Los Angeles in Kalifornien, in einem Studio im kanadischen Montreal und in verschiedenen Ländern Europas und Afrikas statt.

## Besetzung und Synchronisation
John Krasinski übernahm die titelgebende Hauptrolle von Jack Ryan. Die Schauspielerin Dina Shihabi ist in der Rolle der Ehefrau des Topterrorist Suleiman zu sehen.
Die deutsche Synchronisation entstand im Jahr 2018 nach einem Dialogbuch und unter der Dialogregie von Oliver Schwiegerhausen durch die Synchronfirma Arena Synchron in Berlin.

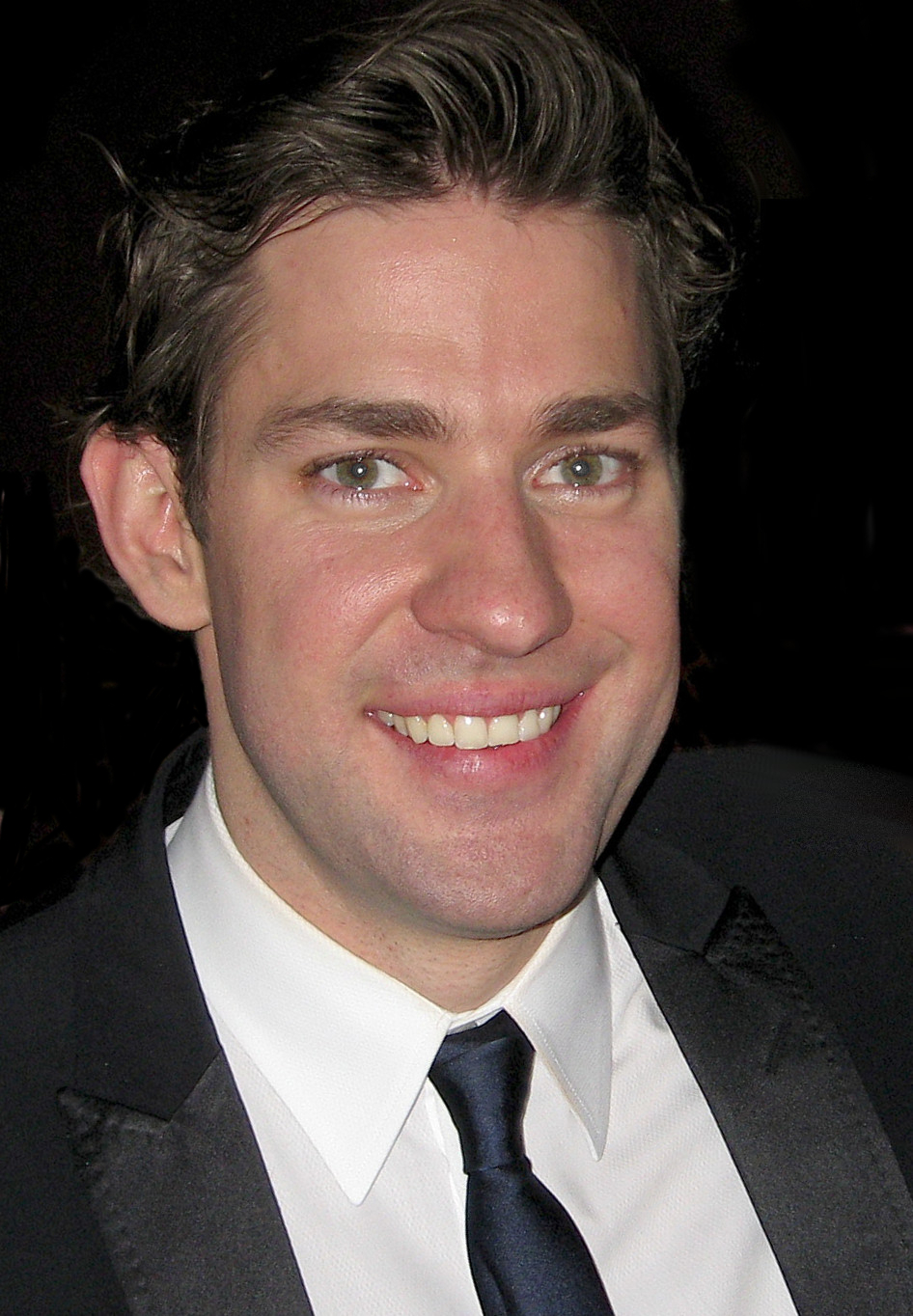
John Krasinski, Darsteller des Jack Ryan
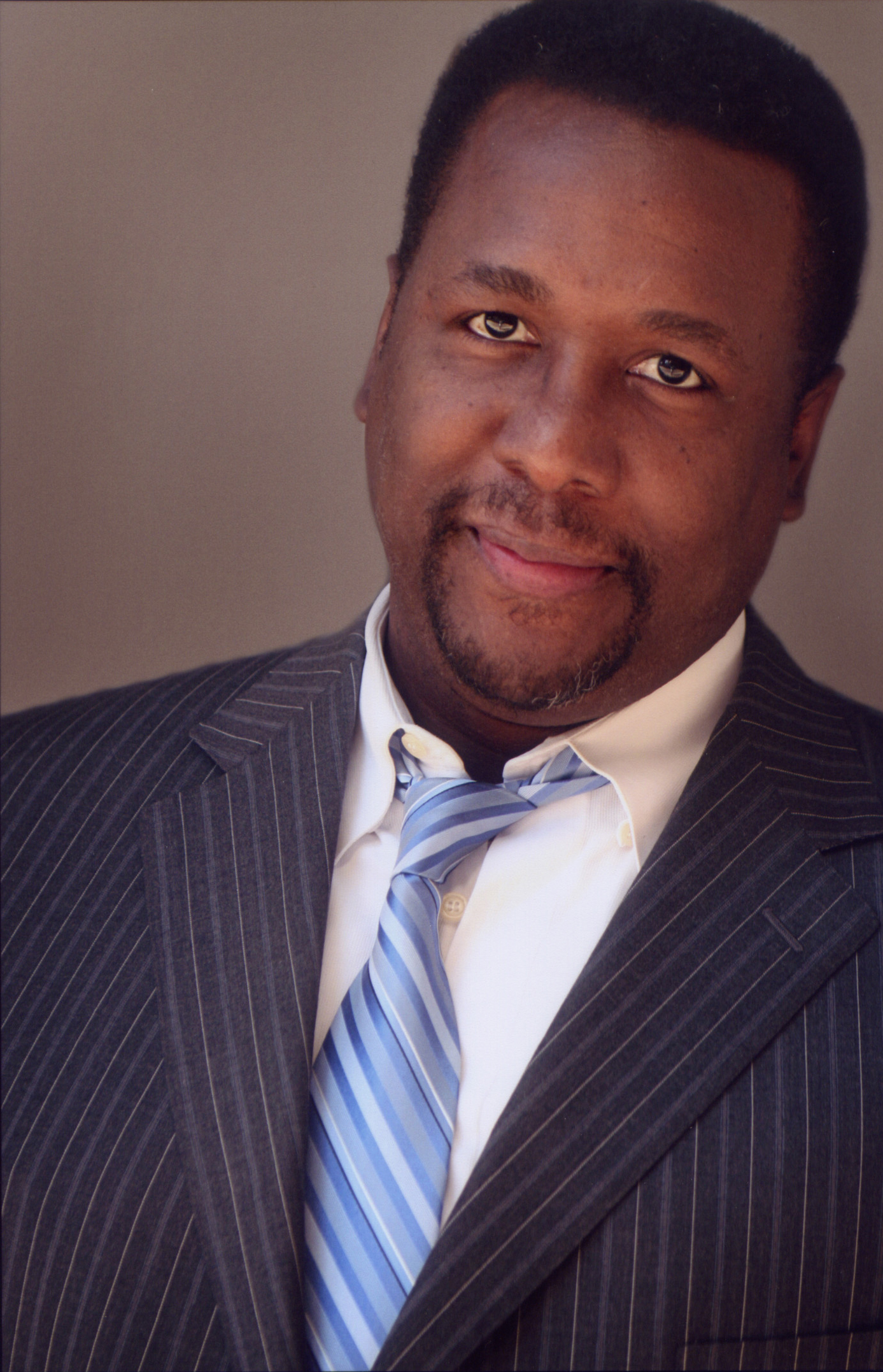
Wendell Pierce, Darsteller des James Greer

Die Tabelle nennt die Schauspieler, ihre Rollennamen, ihre Zugehörigkeit zur Hauptbesetzung (●) bzw. zu den Neben- und Gastdarstellern (•) je Staffel und die deutschen Synchronsprecher. Weitere Neben- und Gastdarsteller nennen die Staffelartikel.
| Schauspieler     | Rolle                   | 1 | 2 | 3 | 4 | Synchronsprecher          |
| ---------------- | ----------------------- | - | - | - | - | ------------------------- |
| John Krasinski   | Dr. Jack Ryan           | ● | ● | ● | ● | René Dawn-Claude          |
| Wendell Pierce   | James Greer             | ● | ● | ● | ● | Matti Klemm               |
| Abbie Cornish    | Dr. Cathy Mueller       | ● |   |   | ● | Lara Trautmann            |
| Ali Suliman      | Mousa Bin Suleiman      | ● |   |   |   | Tayfun Bademsoy           |
| Dina Shihabi     | Hanin Ali               | ● |   |   |   | Amor Schumacher           |
| John Hoogenakker | Matice                  | • | ● |   |   | Sven Gerhardt             |
| Noomi Rapace     | Harriet „Harry“ Baumann |   | ● |   |   | Vera Teltz                |
| Michael Kelly    | Mike November           |   | ● | ● | ● | Peter Flechtner           |
| Jovan Adepo      | Marcus Bishop           |   | ● |   |   | Roman Wolko               |
| Jordi Mollà      | Nicolas Reyes           |   | ● |   |   | Sebastian Christoph Jacob |
| Cristina Umaña   | Gloria Bonalde          |   | ● |   |   | Carolina Vera             |
| Francisco Denis  | Miguel Ubarri           |   | ● |   |   | Nicolas Buitrago          |
| Tom Wlaschiha    | Max Schenkel            |   | • |   |   | Tom Wlaschiha             |
| Betty Gabriel    | Elizabeth Wright        |   |   | ● | ● | Nora Kunzendorf           |
| James Cosmo      | Luka Gocharov           |   |   | ● |   | Jürgen Kluckert           |
| Peter Guinness   | Petr Kovac              |   |   | ● |   | Axel Lutter               |
| Nina Hoss        | Alena Kovac             |   |   | ● |   | Nina Hoss                 |
| Alexej Manvelov  | Alexei Petrov           |   |   | ● |   | Nico Mamone               |

## Veröffentlichung
Anfang Oktober 2017 wurde im Rahmen der New York Comic-Con ein erster Trailer zur Serie veröffentlicht, ein weiterer folgte Ende Januar 2018, kurz vor dem Super Bowl. Ein erster Langtrailer wurde im Juni 2018 vorgestellt, ein weiterer Anfang Juli 2018.
Die erste Staffel steht seit dem 31. August 2018 bei Prime Video zur Verfügung, die zweite Staffel seit dem 1. November 2019. Im Februar 2019 verlängerte Amazon die Serie um eine dritte Staffel. Vor der Premiere der dritten Staffel wurde die Serie um eine vierte Staffel verlängert. Staffel 3 erschien am 21. Dezember 2022 auf Prime Video.

## Episodenliste

### Staffel 1
| Nr. (ges.) | Nr. (St.) | Deutscher Titel              | Originaltitel       | Regie           | Drehbuch                       |
| ---------- | --------- | ---------------------------- | ------------------- | --------------- | ------------------------------ |
| 1          | 1         | Suleiman                     | Pilot               | Morten Tyldum   | Carlton Cuse, Graham Roland    |
| 2          | 2         | French Connection            | French Connection   | Daniel Sackheim | Carlton Cuse, Graham Roland    |
| 3          | 3         | 22, schwarz                  | Black 22            | Patricia Riggen | Carlton Cuse, Graham Roland    |
| 4          | 4         | Der Wolf                     | The Wolf            | Daniel Sackheim | Carlton Cuse, Graham Roland    |
| 5          | 5         | End of Honor                 | End of Honor        | Patricia Riggen | Stephen Kronish                |
| 6          | 6         | Böse Menschen, gute Menschen | Sources and Methods | Carlton Cuse    | Patrick Aison                  |
| 7          | 7         | Der Junge                    | The Boy             | Patricia Riggen | Nazrin Choudhury, Nolan Dunbar |
| 8          | 8         | Inshallah                    | Inshallah           | Daniel Sackheim | Carlton Cuse, Graham Roland    |

### Staffel 2
| Nr. (ges.) | Nr. (St.) | Deutscher Titel   | Originaltitel     | Regie            | Drehbuch                       |
| ---------- | --------- | ----------------- | ----------------- | ---------------- | ------------------------------ |
| 9          | 1         | Die Fracht        | Cargo             | Phil Abraham     | Carlton Cuse, Graham Roland    |
| 10         | 2         | Tertia Optio      | Tertia Optio      | Phil Abraham     | Vince Calandra, Daria Polatin  |
| 11         | 3         | Der Orinoco       | Orinoco           | Andrew Bernstein | David Graziano, Annie Jacobsen |
| 12         | 4         | Eprius            | Dressed to Kill   | Andrew Bernstein | Graham Roland, Nolan Dunbar    |
| 13         | 5         | Blaues Gold       | Blue Gold         | Dennie Gordon    | Vince Calandra, Annie Jacobsen |
| 14         | 6         | Persona Non Grata | Persona Non Grata | Dennie Gordon    | David Graziano, Daria Polatin  |
| 15         | 7         | Dios y Federacion | Dios y Federacion | Dennie Gordon    | Graham Roland, Carlton Cuse    |
| 16         | 8         | Strongman         | Strongman         | Andrew Bernstein | Carlton Cuse, Graham Roland    |

### Staffel 3
| Nr. (ges.) | Nr. (St.) | Deutscher Titel       | Originaltitel       | Regie                          | Drehbuch               |
| ---------- | --------- | --------------------- | ------------------- | ------------------------------ | ---------------------- |
| 17         | 1         | Das Sokol-Projekt     | Falcon              | Jann Turner                    | Vaun Wilmott           |
| 18         | 2         | Auf der Flucht        | Old Haunts          | Jann Turner                    | Amy Berg               |
| 19         | 3         | Wolfsjagd             | Running With Wolves | Jann Turner                    | Jennifer Kennedy       |
| 20         | 4         | Wächter unseres Todes | Our Death’s Keeper  | Jann Turner                    | Dario Scardapane       |
| 21         | 5         | Freunde und Feinde    | Druz’ya i Vragi     | Kevin Dowling                  | Marc Halsey & Amy Berg |
| 22         | 6         | Geister               | Ghosts              | Kevin Dowling & David Petrarca | Amy Berg               |
| 23         | 7         | Die Stunde der Falken | Moscow Rules        | Kevin Dowling & David Petrarca | Dario Scardapane       |
| 24         | 8         | Am Abgrund            | Star on the Wall    | Jann Turner                    | Vaun Wilmott           |

### Staffel 4
| Nr. (ges.) | Nr. (St.) | Deutscher Titel      | Originaltitel    | Erstveröffentlichung USA | Deutschsprachige Erstveröffentlichung (D/A/CH) | Regie        | Drehbuch                                |
| ---------- | --------- | -------------------- | ---------------- | ------------------------ | ---------------------------------------------- | ------------ | --------------------------------------- |
| 25         | 1         | Triage               | Triage           | 30. Juni 2023            | 30. Juni 2023                                  | Lukas Ettlin | Vaun Wilmott, Aaron Rabin & Steven Kane |
| 26         | 2         | Konvergenz           | Convergence      | 30. Juni 2023            | 30. Juni 2023                                  | Jann Turner  | Aaron Rabin                             |
| 27         | 3         | Opfer                | Sacrifices       | 7. Juli 2023             | 7. Juli 2023                                   | Shana Stein  | Jada M. Nation                          |
| 28         | 4         | Bethesda             | Bethesda         | 7. Juli 2023             | 7. Juli 2023                                   | Jann Turner  | Robert Port & Aaron Rabin               |
| 29         | 5         | Wukong               | Wukong           | 14. Juli 2023            | 14. Juli 2023                                  | Lukas Ettlin | Joe Greskoviak & Aaron Rabin            |
| 30         | 6         | Machbarkeitsnachweis | Proof of Concept | 14. Juli 2023            | 14. Juli 2023                                  | Lukas Ettlin | Aaron Rabin                             |

## Rezeption

### Kritiken
David Griffin von IGN meinte, dank der Autoren Carlton Cuse und Graham Roland sei Jack Ryan die interessanteste Version, die im Franchise bislang zu sehen war. Die Autoren erreichten dies, indem sie zu einem frühen Zeitpunkt in Ryans Karriere beginnen, als er nur ein Analyst bei der CIA war und hinter einem Schreibtisch saß. John Krasinskis unaufdringlich sympathische Darstellung von Ryan sei sofort ansprechend, und sein jungenhaftes Lächeln, in das sich eine Spur von Verschmitztheit mischt, füge der ansonsten düsteren Handlung eine unerwartet lustige Ebene hinzu, so Griffin.
Mehrere Kritiker hoben anerkennend bis lobend hervor, dass die Serie Stereotype bzw. Schwarz-Weiß-Malerei bei der Darstellung der Terroristen vermeide. Im Fernsehmagazin Prisma hieß es hierzu, dass die Islamisten einen „glaubhaften Hintergrund“ erhielten und „nicht als stumpfe, unkultivierte Barbaren gezeigt“ würden. Der Kritiker des Tagesspiegels gab sich überzeugt davon, dass die Serie den Islam nicht als „Kultur des Bösen“ vermittele, sondern es radikalisierte Muslime gebe, die Böses tun. Insofern sei Jack Ryan überlegter und weiter als Serien wie Homeland oder 24. Anderer Meinung war der NZZ-Autor Felix Simon, der zwar die generelle Machart lobte, die Darstellung und Aktionen der Terroristen jedoch mit den Worten kritisierte, sie würden im Laufe der Serie „immer abstruser“ und ihre Darstellung „immer stereotyper“.

### Auszeichnungen
NAACP Image Awards 2020
- Nominierung als Bester Serien-Nebendarsteller – Drama (Wendell Pierce)[18]

Primetime-Emmy-Verleihung 2019
- Nominierung in der Kategorie Sound Editing for a Comedy or Drama Series (Folge Jack Ryan: Pilot)
- Nominierung in der Kategorie Outstanding Special Visual Effects in a Supporting Role (Folge Jack Ryan: Pilot)[19]

Saturn-Award-Verleihung 2019
- Nominierung als Best Streaming Fantasy, Sci-Fi, or Action/Thriller Television Series
- Nominierung als Best Actor in Streaming Presentation (John Krasinski)

Visual Effects Society Awards 2019
- Auszeichnung in der Kategorie Outstanding Supporting Visual Effects in a Photoreal Episode[20]